# Parkovi za bosonoge
Parkovi za bosonoge (engl. barefoot parks) su specijalizovane prirodne sredine gde je posetiocima omogućeno da bez obuće pešače i po nekoliko km po prirodnim podlogama kao što su drvo, malč, trava, kamen, blato.

## Spoljašnje veze
- Parkovi za bosonoge[мртва веза] na sajtu časopisa okozemlje.net